# Работки
Рабо́тки — село в Кстовском районе Нижегородской области России, административный центр Работкинского сельсовета, пристань на Волге при впадении в неё реки Алферовка.

## Географическое положение
Село Работки находится на правом берегу Волги и на федеральной автотрассе М7 «Волга» в 60 км к востоку от Нижнего Новгорода.

## История
Первое упоминание о селе датируется XVI веком. Уже в начале века село было многолюдным, застроенным рублеными домами. По местному преданию, своё название село получило в 1548 году, когда в нём остановилось русское войско. Оружие было оставлено на льду и вследствие оттепели провалилось под лёд и утонуло. Первый из смельчаков, поднявшийся со дна реки, воскликнул: «Ох и работка была под водой». С тех пор, согласно народной этимологии, село стали называть Работки.
В XVII веке село было в личном владении патриарха Никона, а после ликвидации патриаршества в 1700 году оно перешло в дворцовое ведомство. В 1743 году императрица Елизавета Петровна за заслуги подарила село А. Я. Шубину, который стал здесь строить церковь в честь нерукотворенного образа Иисуса Христа, которая была освящена в 1785 году, при его сыне, Алексее Алексеевиче. Но к этому времени Шубины уже расстались с имением, одна его часть перешла в собственность Кругликовым, другая — графу В. Г. Орлову, потом — графине Вере Никитичне Паниной.
Места возле Работок в прошлом были разбойными, здесь часто грабили купеческие суда. В XVIII веке в этих местах совместно с атаманом Зарёй разбойничал Ванька Каин.
В XVIII и XIX веках в Работках строили крупные волжские парусные суда — расшивы. Прядильные заводы, которые просуществовали до XX века, обеспечивали Волгу смольной снастью и белой бечевой.
В Работках останавливались купцы, возившие свои товары в Макарий и на Нижегородскую ярмарку. В селе сохранились много старинных зданий — памятники архитектуры, включая церковь Спаса Нерукотворного (Спасская), сельскохозяйственный колледж.
В 1929—1962 годах Работки были центром одноимённого района.

## Население
| 1959 | 2002  | 2010  |
| ---- | ----- | ----- |
| 3077 | ↘2195 | ↘2151 |

## Экономика
В селе находится затон по отстою и ремонту судов пароходства «Волготанкер». В окрестностях села размещены пансионаты и дома отдыха. Для их электроснабжения строится комплекс ветроэлектростанций: каждая установка мощностью 450 киловатт.

## В кинематографе
В 1970-х годах в Работках режиссёром Л. И. Гайдаем снимался эпизод с шахматным клубом из фильма «12 стульев». Толпа людей и оркестр, встречающие на пристани Остапа Бендера и его неудачливого партнёра по охоте за стульями, состояла из жителей села.

## Известные уроженцы
- Перевощиков Ефим Григорьевич — деятель единоверия, духовный писатель, знаток старопечатных книг.

## Галерея
- Автобусная станция
- Спасская церковь
- Магазин «Вымпел»
- Здание администрации (дом М. Рукина)
- Дом Л. Болтунова
- Дом С. Любимцева
- Дом Ф. Кондрашова
- Здание почты